# 黃河實業
黃河實業有限公司（港交所：0318），2005年從金龍船集團換取上市，其董事為黃達揚。現時主要業務物業及股票投資、金融服務、飲食及技術及媒體等。
最極為爭議是收購當舖事件，因而對投資者存在詫異。

## 外部連結
- 黃河實業有限公司 （页面存档备份，存于）